# Maoya (köpinghuvudort i Kina, Guizhou Sheng, lat 28,09, long 107,17)
Maoya (kinesiska: 茅垭, 茅垭镇) är en köpinghuvudort i Kina. Den ligger i provinsen Guizhou, i den sydvästra delen av landet, omkring 170 kilometer norr om provinshuvudstaden Guiyang. Antalet invånare är 20 167. Befolkningen består av 10 009 kvinnor och 10 158 män. Barn under 15 år utgör 28,0 %, vuxna 15-64 år 58 %, och äldre över 65 år 12,0 %.